# 마이크로프레임워크
마이크로프레임워크(microframework)는 미니멀리스틱한 웹 애플리케이션 프레임워크을 가리키기 위해 사용되는 용어이다. 풀 스택 프레임워크와 대조된다.
완전한 기능을 갖춘 웹 애플리케이션 프레임워크에서 일반화된 기능 대부분이 존재하지 않는데 이를테면 다음과 같다:
- 계정, 인증, 인가, 역할 등
- 객체 지향 매핑을 통한 데이터베이스 추상화
- 입력 확인 및 입력 정제
- 웹 탬플릿 엔진

일반적으로 마이크로프레임워크는 HTTP 요청의 수신, HTTP 요청의 적절한 컨트롤러의 라우팅, 컨트롤러의 디스패치, HTTP 응답 반환을 용이케 한다. 마이크로프레임워크는 다른 서비스나 애플리케이션을 위한 API의 빌드를 목적으로 설계된 경우가 많다. 이를테면 루멘 마이크로프레임워크는 마이크로서비스 개발 및 API 개발을 위해 설계되어 있다.

## 의사 코드 예
```
require
 
"foo.php"
;

foo
::
get
(
"/hello/{name}"
,
 
function
(
$name
)
 
{

    
return
 
"Hello 
$name
!"
;

});

```